# Lastrup

Eines der neueren Schilder am Ortseingang

Lastrup ist eine Gemeinde im Landkreis Cloppenburg in Niedersachsen.

## Geografie

### Geografische Lage
Lastrup liegt im Oldenburger Münsterland inmitten einer Einsenkung des Landrückens zwischen Südradde und Löninger Mühlenbach. Durch die alte Landstraße, dann „Staatschaussee Bremen – Wildeshausen – Cloppenburg – Löningen“, dann „Vlämische Heerstraße“ genannt, die heutige Bundesstraße B 213, war Lastrup seit jeher gut mit der Umgebung verbunden.

### Gemeindegliederung
Die Gemeinde besteht aus dem Hauptort Lastrup nebst 14 weiteren Gemeindeteilen, den Bauerschaften. Diese sind:
- Groß-Roscharden
- Klein-Roscharden
- Hammel
- Hammesdamm
- Hamstrup
- Hemmelte
- Kneheim
- Matrum
- Nieholte
- Norwegen
- Oldendorf
- Schnelten
- Suhle
- Timmerlage.

## Klima
In Lastrup herrscht ein durch feuchte Nordwestwinde von der Nordsee beeinflusstes gemäßigtes Seeklima mit milden Wintern, warmen Sommern und ganzjährig gleichmäßig verteilten, mäßigen Niederschlägen. Die Sommer sind häufig trocken und sonnig, während im Winter gelegentlich Schnee fällt.
Im Jahre 2023 betrug die durchschnittliche Temperatur 11,2 °C. Sie ist tendenziell steigend. Sie betrug in den letzten zehn Jahren durchschnittlich 10,6 °C und in den letzten 100 Jahren waren es durchschnittlich 9,2 °C.
Zwischen Mai und August kann mit durchschnittlich 20–25 Sommertagen (klimatologische Bezeichnung für Tage, an denen die Maximaltemperatur 25 °C übersteigt) gerechnet werden.
Es gibt je nach Messmethode und Definition durchschnittlich etwa 1627–2275 Sonnenstunden pro Jahr.
Es fällt jährlich ca. 700 mm Niederschlag.

## Geschichte
Die erste Erwähnung betrifft die Ortschaft Suhle, welche 890 erstmals urkundlich als Sula erwähnt wurde. Suhle feierte im Jahre 1990 sein 1100-jähriges Bestehen. Im Jahre 947 wurde die Gemeinde selbst erstmals als „Lasdorpe“ erwähnt. Um 1050 wird „Lasdorph“, im Jahre 1150 „Lasdorft“ und um 1600 „Lasdorft“ erwähnt. Ab 1651 findet sich die Bezeichnung „Lastrupff“, welche sich schließlich durch Wegfall des „f“ zur heutigen Schreibweise, „Lastrup“, entwickelte. Über die Vorsilbe des Ortsnamens wird vermutet, dass sie auf das althochdeutsche Wort „Loh“ für Wald zurückgehen könnte. Die Bezeichnung „Walddorf“ ist nicht abwegig, da diese Bezeichnung dem damaligen Landschaftsbild entsprechen könnte, kann aber nicht nachgewiesen werden. Die über 1000-jährige Geschichte des Ortes Lastrup und der 14 zugehörigen Bauerschaften ist eng mit der kirchlichen Geschichte verbunden, da die politische Gemeinde aus dem Kirchspiel Lastrup hervorgegangen ist.

### Lastruper Kirchspiel
Die erste Kirche war ein Feldsteinbau aus dem späten 12. oder dem Anfang des 13. Jahrhunderts und wurde 1856 abgebrochen. Da das gesamte Gebiet des Alten Amtes Cloppenburg im Mittelalter durchschnittlich eher spärlich besiedelt war und auch das Kirchspiel Lastrup im damaligen Zeitraum die Zahl von 500 Einwohnern niemals überschritten hat, diente diese erste Kirche höchstwahrscheinlich zunächst nur als Kapelle. Dennoch geht man davon aus, dass die Kirchspiele Lastrup und Lindern schon um 1000 von der Löninger Muttergemeinde abgepfarrt wurden. Um 1223 wird ausdrücklich die parochia Lastrope unter dem Patronat des heiligen Petrus erwähnt. Die zweite Kirche wurde im Jahre 1505 gründlich saniert, was durch eine Inschrift nachgewiesen ist, die sich heute in der Sakristei der neuen Kirche befindet. Dieselbe Inschrift nennt auch den ältesten bekannten Pfarrer der Lastruper Kirche: Balthasar Monnid. Dieser wird bestätigt durch die Inschrift zweier Kirchenglocken aus den Jahren 1513 und 1518. Als Nachfolger werden Pastoren mit gleichem Nachnamen genannt: Heinrich Monnid, Hermann Monnid, Balthasar Monnid. Es kann angenommen werden, dass es sich um die Nachkommen des ersten Pfarrers handelte, denn in dieser Zeit breiteten sich die protestantischen Ideen auch in dieser Gegend aus, sodass auch Kirchliche heirateten, Kinder zeugten und ihre Stellung vererbten. Es wird außerdem überliefert, dass die Monnids Abkömmlinge der Mönche des Klosters Lune waren.
Ursprünglich zählte der Besitz der Lastruper Kirche zum Corvey’schen Besitz, wie eine Urkunde aus dem Jahre 1107/1113 mit Güterverzeichnis nachweist. Das Patronatsrecht über die Kirche in Lastrup ging dann auf das Bistum Osnabrück über und von 1203 an die Grafen von Oldenburg. Im Jahre 1551 übertrug Graf Anton von Oldenburg dieses Recht an den Junker Wilhelm von Bodroden aus Ahlhorn, welcher dieses Recht an die jeweiligen Pfarrer für eine jährlich zu zahlende Summe von zehn Reichstalern verkaufte. Diese für damalige Verhältnisse hohe Summe konnten viele Kirchenvorsteher nicht aufbringen. Nachfolger von Balthasar Monnid dem Jüngeren war Bernhard Zurhorst, für lange Zeit letzter protestantische Pfarrer der Gemeinde. Dieser konnte den Zahlungen nicht nachkommen, sodass sogar eine Pfändung vorgenommen wurde.
Die wirtschaftlichen Verhältnisse besserten sich zunächst mit der Wiedereinführung des Katholizismus und der Einsetzung des Kaplans Johann Gudemann als Pfarrer im Jahre 1619, welcher die Pfarre bis 1670 leitete. Dieser hatte durch den Dreißigjährigen Krieg mehrmals seinen Besitz verloren und musste einige Male fliehen. Dennoch klagte er nicht über wirtschaftliche Missstände, sondern vor allem über das Verhalten der damaligen Dorfbewohner, welche „[…]Hilfe bei Wahrsagern und Zauberern[…]“ suchen und „[…]nach alter böser Gewohnheit Saufgelage“ veranstalten würden, sogar „Bierwirte verkauf[t]en ungescheut während des Gottesdienstes Bier […]“
Die Nachfolger Gudemanns waren Johann Wenneker (1672 bis 1703), Johann Rudolph Deeken (1703 bis 1720), Berlach Riemann aus Löningen (1720 bis 1763), Johann Hermann Plagge aus Dahlum (1763 bis 1774) und Franz Münzebrod aus Löningen (1774–1793). Letzterer verfiel dem Wahnsinn und musste deshalb nach Münster in ein Kloster gebracht werden. Die Gemeinde wurde nun von einem Kuratgeistlichen zehn Jahre verwaltet, der wie seine Vorgänger über die schlechten wirtschaftlichen Verhältnisse klagte.
Die wirtschaftliche Situation verbesserte sich stetig unter dessen Nachfolgern Gerhands Heinrich Bartels aus Löningen (1783 bis 1798), Johann Heinrich Anton Bederung aus Sögel (1798 bis 1852), Franz Willenborg aus Lohne (1852 bis 1866), Engelbert Wulff aus Essen (Oldenburg) (1866 bis 1892) und deren Nachfolgern. Franz Willenborg ließ die neue, heutige Kirche von 1859 bis 1861 erbauen.

### Schulgeschichte
Die erste Schule wurde kurz nach dem Dreißigjährigen Krieg eingerichtet, wobei der Unterricht nicht in einem eigenen Gebäude, sondern zunächst im Kirchspeicher abgehalten wurde. Berichten um 1660 zufolge sei das Gebäude in einen katastrophalen Zustand und viel zu klein gewesen. Außerdem habe es personelle Engpässe gegeben: Zunächst teilten sich Pfarrer und Küster den Unterricht. Dann war er ausschließlich Aufgabe des Küsters, da der Pfarrer nicht nur die Lastruper, sondern zeitweise auch die Linderner Pfarre zu leiten hatte. Aber der Küster vernachlässigte durch den Schuldienst seinen eigentlichen Küster- und Organistendienst. Als Küster war er Kirchenspielvorsteher und als solcher hatte er die Mannschaften, eine Art Bürgerwehr, die noch aus den Zeiten des Dreißigjährigen Krieges stammte, zu führen und zwar die Mannschaften in Lastrup, Lindern und Essen. Ab 1752 wurde daher der erste Gehilfe eingestellt, der ausschließlich für den Unterricht zuständig war. In dieser Zeit gab es etwa 70 bis 80 Schüler aus dem Ort Lastrup sowie aus den Bauerschaften Oldendorf, Schnelten, Groß- und Klein-Roscharden und Hammel. Seit 1865 war die Schule zweiklassig.
Engelbert Wulff, der zunächst in Vechta am Gymnasium unterrichtete und in Vechta mit dem Marienhospital im Jahre 1851 das erste Krankenhaus im Oldenburger Münsterland bauen ließ, wurde 1866 zum Pfarrer von Lastrup ernannt. Dieser Mann handelte vorausschauend und richtete eine Industrieschule in Lastrup ein. Außerdem führte er Handarbeitsunterricht ein, weil er in der schlechten Ausbildung den Grund für wirtschaftliche Missstände in vielen Haushalten sah. Außerdem führte er Schulspartassen ein, um Schülern durch das Erlernen des Sparens langfristig zum Wohlstand zu verhelfen.

### Entstehung einzelner Bauerschaften der Gemeinde Lastrup
Das alte Kirchspiel war aus dem Zusammenschluss mehrerer Bauerschaften, zunächst zu religiösen Zwecken, entstanden. Durch diesen kirchlichen Zusammenschluss ergaben sich später auch politische Rechte und Pflichten für die einzelnen Bauerschaften. Deren Vorsteher, die Bauernvögte, Markenvögte und später Holzgrafen genannt wurden, vertraten gemeinsam das Kirchspiel. Ursprünglich lag das politische Gewicht der Kommunalverwaltung also bei den Bauerschaften, welche jedoch politisch in der münsterschen Zeit nicht weiter modernisiert und fortgebildet wurden, bis sie schließlich gar keine politische Bedeutung mehr hatten.

#### Schnelten
Vom Marktplatz im Ortskern aus in östlicher Richtung ist die Bauerschaft Schnelten zu Fuß in etwa 30 Minuten zu erreichen. Erstmals erwähnt wurde diese in der zweiten Hälfte des 13. Jahrhunderts als Sneleten oder Snetle. Es gibt die Vermutungen, dass die Endsilbe loh für Wald oder ithi für Heide steht, wobei es keine Vermutungen zur Vorsilbe gibt. Der Boden hier ist besser als in anderen Bauerschaften. Um 1931 wird berichtet, dass in Schnelten die wirtschaftlich erfolgreichsten Höfe der Gemeinde seien und das besondere Merkmal der Bauerschaft die Rinderzucht sei.
Unter den dortigen Bauernhöfen haben verschiedene, nachgewiesene Erbteilungen stattgefunden. So ist der größte Hof Hake, 1331 als thor hake erwähnt, aufgeteilt worden zu Haker, Wilken, Wolken und Frerker. Das Erbe Pigge wurde in Pigge-Renschen und Pigge-Talten aufgeteilt.
In Schnelten auf der sogenannten Hundshöhe finden sich Hünengräber. Des Weiteren befand sich hier die Bleiburg, deren Überreste heute unter Wiesen verdeckt sind. Diese Burg gehörte zur Befestigungsanlage von Wildeshausen über Cloppenburg nach Löningen.

#### Matrum und Timmerlage
Im nördlichsten Teil der Gemeinde Lastrup liegen die verhältnismäßig kleinen Bauerschaften Matrum und Timmerlage. Im 13. und 14. Jahrhundert taucht Matrum in Form von Martem, Matren oder Matern auf. Die Endung sei aus -heim für Haus entstanden, wodurch die Vermutung nahe liegt, dass die Vorsilbe einen Personennamen meint, wie es bei vielen Ortsnamen auf -heim wieder zu finden ist. Zur selben Zeit hieß die Ortschaft Timmerlage Tymberlo, Timmerlo oder Tymerlo. Das zu Timmerlage gehörende Bixlag taucht damals als Bykeslo und Bideslo auf. Hier ist die Verbindung der Endsilbe mit -loh für Wald deutlich. In Timmerlage gab es die sogenannte Heidburg oder Heidenburg, eine starke Erdburg im Timmerlager Bruch.
Um 1890 sind auf einem Hof in Timmerlage ein Gold- und Silbermünzen gefunden worden, die wenigen noch erhaltenen Münzen stammen zweifelsfrei aus dem Mittelalter. Aus Mangel an Wissen um die geschichtliche Bedeutung sind die meisten Münzen jedoch zu einer Halskette für die Tochter des Hofes verarbeitet worden.

#### Groß- und Klein Roscharden

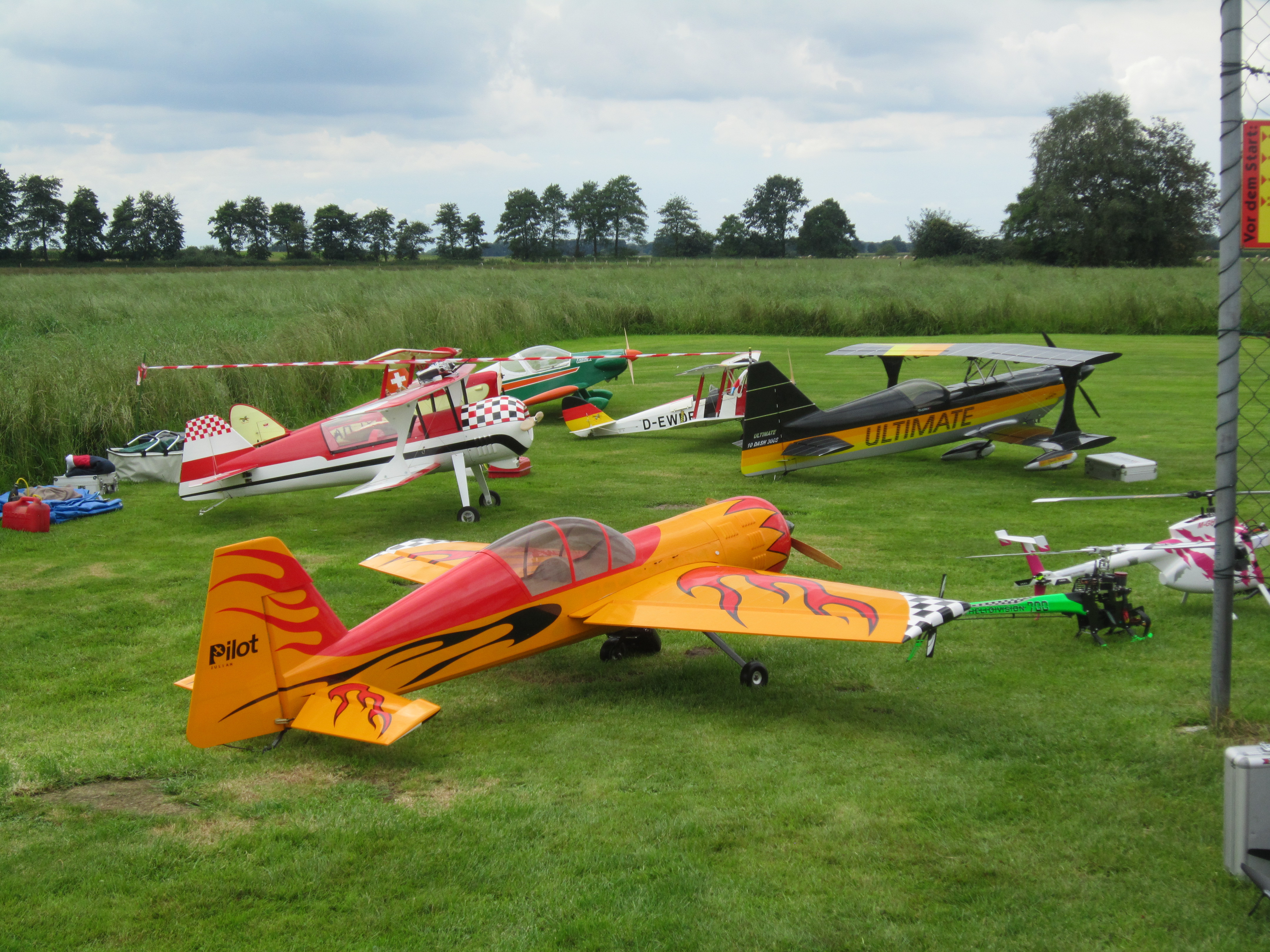
Modellflugzeuge auf dem Flugplatz Groß-Roscharden

Nordwestlich nicht weit vom Ortskern entfernt liegen die beiden Bauerschaften Groß- und Klein Roscharden, die erst seit der oldenburgischen Herrschaft (1803) getrennt auftreten. Die Endsilbe -scharden bedeutet in etwa Scheidung, Grenze; vermutet wird, dass dies auf eine Grenzlinie auf einer Anhöhe anspielen soll, welche dort angeblich Felder vom Unterholz trennt. Diese beiden Ortschaften sowie Timmerlage und Matrum grenzen im Norden an das Dosenmoor, welches zum größten Teil zur Nachbargemeinde Molbergen gehört. Aufgrund des dadurch teilweise anmoorigen Bodens konnten hier ausgedehnte Weiden angelegt werden, was wiederum zur Folge hatte, dass eine blühende Rinder- und Pferdezucht aufgebaut werden konnte. So wurde 1929 in Breslau auf einer Wanderausstellung ein Hengst vom Hof Klatte aus Klein Roscharden zum wertvollsten Tier seiner Gattung erklärt.
Auf diesem Hof, heute als Zuchthof Klatte bekannt, wurde 1883 beim Pflügen des Gartens ein Schatz gefunden: ein eiserner Topf gefüllt mit fünf verschiedenen Münzarten, Silberschmuck und einem Goldring. Nur drei Jahre später wurde unweit der ersten Fundstelle ein zweiter, weitaus wertvollerer Schatz gefunden: Münzen, etliche Silbersachen, ein goldener Fingerring und vieles mehr. Die Münzen stammten wie beim ersten Fund aus der Zeit zwischen 919 und 1024 und befinden sich heute im Münzkabinett in Berlin. Die Schmucksachen aus dem zweiten Fund sind heute ebenfalls in Berlin, allerdings im Museum für Vor- und Frühgeschichte. Der Schmuck des ersten Fundes befindet sich im Museum zu Oldenburg. Man geht davon aus, dass beide Schätze etwa um 1020 vergraben wurden.

#### Hammel
Vom Ortsmittelpunkt in westlicher Richtung, zu Fuß etwa in einer Dreiviertelstunde zu erreichen, liegt die Bauerschaft Hammel. Die Endsilbe wird wie häufig mit loh für Wald gleichgesetzt. Die Bedeutung der Vorsilbe ham kann eine Fläche Land meinen oder auf einen Personennamen zurückgehen. Die Bedeutung des zu Hammel gehörenden Hofs Rosüne kann nur teilweise erklärt werden. Die Endsilbe süne deutet auf einen Sichpunkt hin. Da der Hof Rosüne ungefähr am Schnittpunkt der Kirchspiele Lastrup, Lindern und Löningen liegt, war hier ein Wachpunkt eingerichtet worden. Trotz relativ geringer Einwohnerzahlen (im Jahre 1837 lebten 134 Bewohner in Hammel) wurde bereits 1772 eine eigene Schule eingerichtet.

#### Oldendorf
Nur etwa zwei Kilometer südwestlich von Lastrup entfernt liegt die kleine Bauerschaft Oldendorf, welche erstmals 1296 als Oldendorpe erwähnt wurde. Zwischen dieser Bauerschaft und der Bauerschaft Hammel liegen die Oldendorfer Tannen, wo sich mehrere Hünengräber, unter anderen die Oldendorfer Hünensteine, befinden.

#### Hamstrup
Den südlichen Teil der Gemeinde Lastrup bildet die Bauerschaft Hamstrup, welche durch die Niederung des Löninger Mühlenbaches von den anderen Gemeindeteilen getrennt wird. Das weite Gebiet dieser Bauerschaft gliedert sich in die Frochts, ein noch heute in dieser Gegend verbreiteter Familienname, Hammesdamm, später eine eigene Bauerschaft, Knokerei, Norwegen, ebenfalls eine eigene Bauerschaft heute, und die Heidhäuser. Erstmals erwähnt wurde Hamestrope im Jahr 1350. Wie bei Hammel und Hammesdamm könnte die Vorsilbe ham entweder auf einen Personennamen oder eine umfriedete Fläche hindeuten. Es gibt Vermutungen, dass die Bedeutung der Namen der Bauerschaften Hamstrup, Hammel, Hammesdamm und Hemmelte aufgrund ihrer Ähnlichkeit zusammenhängt. So könnte Hamstrup das Dorf, Hammel der zugehörige Wald und Hemmelte die zugehörige Heide gewesen sein. Hammesdamm war die Bezeichnung für eine wichtige Brücke. Bereits 1837 zählte Hamstrup 300 Einwohner. Eine eigene Schule kann seit 1783 nachgewiesen werden.

#### Suhle
Etwa in der Mitte zwischen dem Ortskern Lastrup und der Bauerschaft Hemmelte liegt die Bauerschaft Suhle in östlicher Richtung. Erstmals 970 wurde die Bauerschaft als Sula im Heberegister des Klosters Werden erwähnt, wobei die Bedeutung des Namens bis heute nicht geklärt werden konnte. Südlich dieses Gemeindeteils zwischen Suhle, Hemmelte, Bartmannsholte, Herbergen und Hamstrup erstreckt sich das Suhler Moor. Auf dem sogenannten Buschfelde nördlich von Hammesdamm und südlich von Suhle befinden sich verschiedene Hünengräber. Eine Schule kann seit 1732 für die Bauerschaft Suhle nachgewiesen werden, existiert aber heute nicht mehr.
In der Gemeinde Lastrup existieren mehrere verschiedene Chroniken über Gemeinde, Ortschaften, Kirchengemeinde und Vereine.

### Bevölkerungsentwicklung
Die Gemeinde Lastrup hatte in den vergangenen zwei Jahrzehnten im Vergleich zu 425 anderen niedersächsischen Gemeinden eine deutlich höhere natürliche Bevölkerungsentwicklung. Somit fällt auch die Altersstruktur von Lastrup deutlich jünger aus im niedersächsischen Vergleich. Im Jahr 1990 lebten 5852 Menschen in Lastrup, im Vergleich dazu waren es im Jahr 2000 schon 6815. Mitte des Jahres 2011 zählt die Gemeinde über 7000 Einwohner, davon sind etwa 3300 verheiratet, etwa 3000 sind ledig, 450 verwitwet und weniger als 300 leben geschieden oder getrennt. Über 20 % der Lastruper sind unter 18 Jahre alt, knapp 30 % sind 25 Jahre oder jünger. Die Arbeitslosenquote lag im Dezember 2010 bei 4,9 %.

## Religionen
Lastrup ist katholisch geprägt: Etwa 75 % der Lastruper sind katholisch. Etwa 12,6 % der Einwohner sind evangelisch, weitere circa 12,5 % der Lastruper gehören anderen Konfessionen an oder sind konfessionslos. Bis zum Februar 2010 bestanden drei eigenständige katholische Kirchengemeinden: St. Petrus Lastrup, Herz-Jesu Hemmelte und St. Michael Kneheim. Im Zuge einer Reform der Katholischen Kirche im Oldenburger Land wurden diese drei zu diesem Zeitpunkt zu einer Kirchengemeinde unter dem Namen St. Petrus Lastrup vereint. Zur Hauptkirche wurde die in der Lastruper Ortsmitte gelegene Kirche St. Petrus bestimmt, während die Herz-Jesu Kirche in Hemmelte sowie die St.-Michael-Kirche in Kneheim als Filialkirchen dienen.
Die Pfarrkirche St. Petrus wurde von 1859 bis 1862 als dreischiffige neugotische Hallenkirche aus Backstein erbaut. Durch einen modernen Anbau wurde das Lastruper Gotteshaus 1970 erweitert, so dass heute 900 Gläubige darin Platz haben. Die Kirchengemeinde ist Trägerin des Kindergartens St. Agnes. Kirchliche Vereine in Lastrup sind die Kolpingsfamilie mit der Kolpingjugend, die Frauen-MC, die Landjugend, der Männergesangverein Cäcilia und der Kreuzbund.
Wahrscheinlich ist Lastrup eine Tochterkirche von Löningen. Den ersten Hinweis auf eine eigenständige Pfarrei Lastrup gibt eine Urkunde aus dem Jahre 1223. Schon im 13. Jahrhundert wurde Lindern von Lastrup abgepfarrt. Nachdem die Hemmelter Pfarrgemeinde 1952 selbständig wurde, bestand der Pfarrbezirk Lastrup fortan aus dem Dorf Lastrup und den Bauerschaften Groß- und Klein-Roscharden, Timmerlage, Matrum, Schnelten, Suhle, Hammesdamm, Hamstrup, Norwegen, Oldendorf und Hammel.
Des Weiteren besteht auch eine evangelisch-lutherische Kirchengemeinde. Die Christuskirche wurde 1956 erbaut.

## Politik

### Gemeinderat
Der Rat der Gemeinde Lastrup besteht aus 18 Ratsfrauen und Ratsherren. Dies ist die festgelegte Anzahl für eine Gemeinde mit einer Einwohnerzahl zwischen 6001 und 7000 Einwohnern. Die 18 Ratsmitglieder werden durch eine Kommunalwahl für jeweils fünf Jahre gewählt. Die laufende Amtszeit begann am 1. November 2021 und endet am 31. Oktober 2026.
Stimmberechtigt im Gemeinderat ist außerdem der hauptamtliche Bürgermeister Michael Kramer (CDU).
Die letzte Kommunalwahl am 12. September 2021 führte zu folgendem Ergebnis:
| Partei          | 12. Sept. 2021 | 12. Sept. 2021 | 12. Sept. 2021 | 11. Sept. 2016 | 11. Sept. 2016 | 11. Sept. 2016 | 11. Sept. 2011 | 11. Sept. 2011 | 11. Sept. 2011 |
|                 | %              | Stimmen        | Sitze          | %              | Stimmen        | Sitze          | %              | Stimmen        | Sitze          |
| CDU             | 83,6           | 8.741          | 15             | 85,1           | 8.241          | 15             | 82,9           | 7.338          | 15             |
| SPD             | 09,0           | 0.942          | 02             | 10,6           | 1.030          | 02             | 10,5           | 0.928          | 02             |
| FDP             | 04,6           | 0.477          | 01             | 02,2           | 0.209          | 0–             | 00,9           | 0.080          | 0–             |
| Die Linke       | 02,9           | 0.299          | 0–             | 02,2           | 0.210          | 01             | 0–             | 0.–            | 0–             |
| Grüne           | 0–             | 0.–            | 0–             | 0–             | 0.–            | 0–             | 05,7           | 0.504          | 01             |
| Wahlbeteiligung | 61,24 %        | 61,24 %        | 61,24 %        |                |                |                | 56,21 %        | 56,21 %        | 56,21 %        |

### Bürgermeister
Bürgermeister der Gemeinde Lastrup ist Michael Kramer. Er wurde am 5. September 2010 gewählt und am 29. April 2018 mit 84,39 % der abgegebenen Stimmen im Amt bestätigt, es gab jeweils keinen Gegenkandidaten. Die Wahlperiode endet 2026. 2010 hatte Kramer die Nachfolge von Jürgen Focke angetreten, der seit dem 1. Mai 2003 als erster hauptamtlich gewählter Bürgermeister der Gemeinde Lastrup die Ämter des bisherigen ehrenamtlichen Bürgermeisters (zuletzt Josef Lübke) und des hauptamtlichen Gemeindedirektors (zuletzt Heinz Möller) übernommen hatte.
Der Bürgermeister steht an der Spitze der Verwaltung und ist für die Vorbereitung der Beschlüsse des Rates und deren Durchführung verantwortlich. Gleichzeitig ist er auch der erste Repräsentant der Gemeinde.

### Wappen
Das Wappen der Gemeinde Lastrup zeigt auf blauem Schilde ein Gerichtsschwert in Silber, rechts davon ein Wappenschild in Silber mit drei roten Seeblättern, links ein Wappenschild in Gold mit zwei roten Balken.

### Flagge
|  | 00Hissflagge: „Die Flagge ist blau-weiß geteilt mit dem aufgelegten Wappen in der Mitte.“ |

## Kultur und Sehenswürdigkeiten

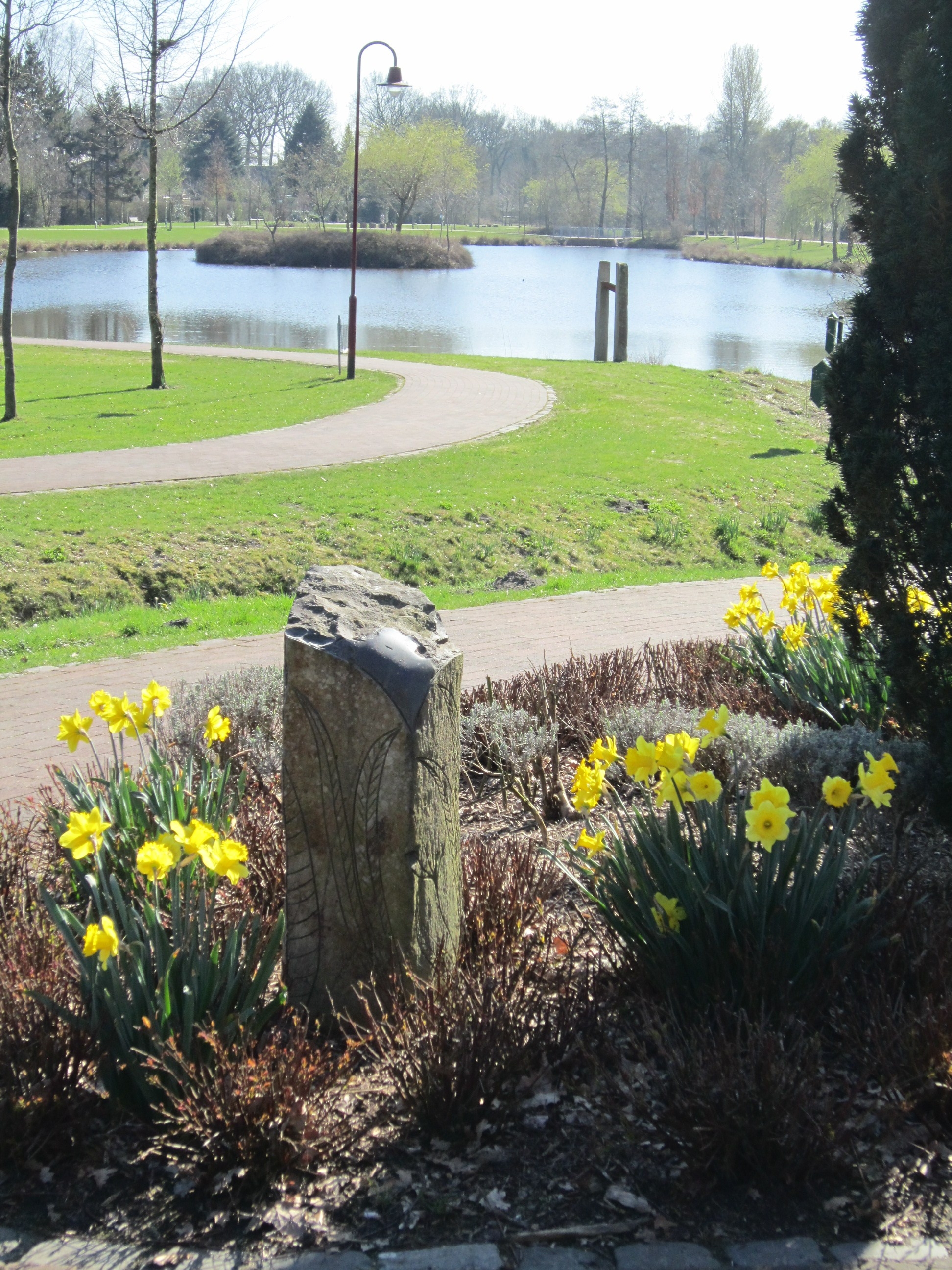
Dorfpark Lastrup

### Parks
Am 13. September 2004 wurde der Lastruper Dorfpark eingeweiht. Auf dem Gelände hinter dem St.-Elisabeth-Stift entstand eine Parklandschaft mit einem großen Teich. Kunstwerke säumen den Weg um den Teich.

### Großsteingräber
In der näheren Umgebung von Lastrup gibt es insgesamt sechs Großsteingräber: Nördlich von Lastrup liegen an der B213 das Großsteingrab auf dem Sonderling und gleich daneben das ursprünglich von einer anderen Stelle stammende und hier frei rekonstruierte Großsteingrab Dwerschsonderling. Südwestlich des Ortsteils Oldendorf liegen in einem Waldstück die Oldendorfer Hünensteine sowie die drei Großsteingräber im Fuhrenkamp.

### Musikvereine
Der Musikverein Schnelten (MVS), gegründet 1923 im Ortsteil Schnelten, ist der einzige im Ort Lastrup ansässige Musikverein. Der MVS zeichnet sich durch traditionelle Blasmusik und Big Band Style aus. In der Gemeinde existieren des Weiteren mehrere Gesangvereine und Chöre, z. B. die Kirchenkapelle St. Petrus, der Männergesangsverein Cäcilia Lastrup und die Chorgemeinschaft Chorios.

### Sportvereine
Die Gemeinde Lastrup verfügt über zahlreiche Anlagen, die für sportliche Ereignisse genutzt werden können und auch von den vielen im Ort ansässigen Vereinen genutzt werden. Dazu gehören das 2009/2010 zu einem Naturerlebnisbad umgebaute Freibad sowie ein Hallenbad. Die Turnhalle der Kreissportschule steht für die Schulen wie auch zur privaten Nutzung zur Verfügung. Es gibt eine Tennishalle und eine Tennisfreiluftanlage sowie mehrere Sportplätze.

### Veranstaltungen

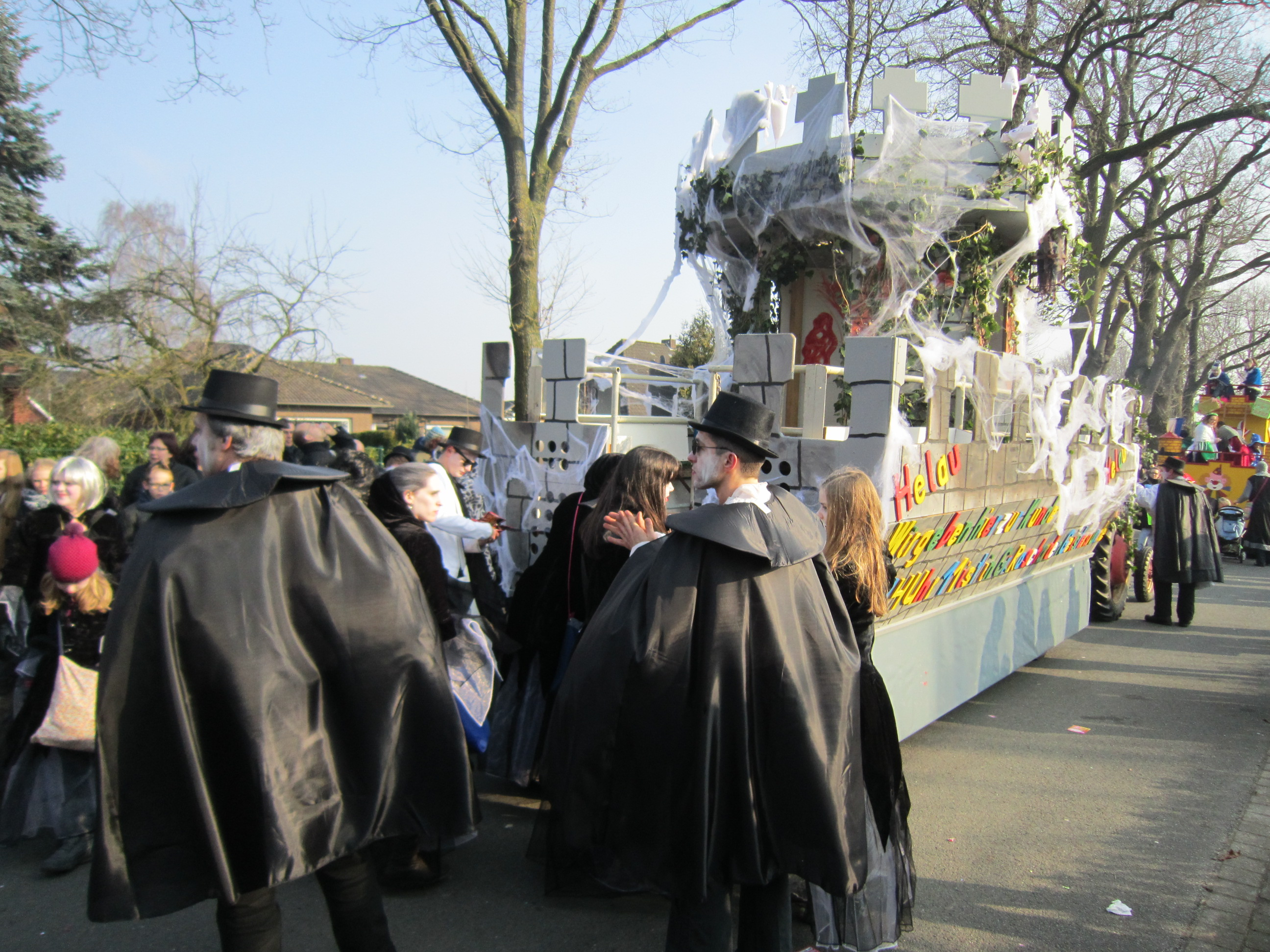
Karnevalsumzug 2015 in Lastrup

Von 1975 bis 2017 fand alljährlich am Sonntag vor Rosenmontag in Lastrup ein Karnevalsumzug mit regelmäßig mehr als 20.000 Zuschauern statt. Der Lastruper Karneval Verein hat sich dafür entschieden, ab dem Jahr 2018 nur noch im Festzelt zu feiern.
Mehrmals im Jahr veranstaltet der Modellbauclub Cloppenburg e. V. Modellflugtage auf seinem Clubgelände in Groß-Roscharden.
Im Jahr 2015 war die Gemeinde Austragungsort für das alle vier Jahre stattfindende KLJB Bundestreffen der KLJB Deutschlands e. V. Dabei kamen rund 1000 Jugendliche aus ganz Deutschland nach Lastrup, um in Workshops, Exkursionen und Veranstaltungen zu feiern und inhaltlich zu diskutieren. Das KLJB Bundestreffen mit dem Slogan „Plattacke – mit uns sieht die Welt wieder Land!“ sorgte für eine breite Wahrnehmung Lastrups in der Öffentlichkeit.

## Wirtschaft und Infrastruktur

### Verkehr
Die Gemeinde liegt an der Bundesstraße 213 (E 233) und an der Bundesstraße 68. Über die B 213 hat man eine schnelle Verbindung in Richtung Niederlande und (über die A 31) ins westliche Münsterland, jedoch auch nach Bremen (über die A 1) und nach Oldenburg (über die A 29). Der Verkehr wird seit dem 5. Dezember 2009 über die neue, den Ortskern nördlich umführende, Umgehungsstraße geleitet, die den Ortskern von vielen tausend Fahrzeugen pro Tag entlastet. Geplant war deren Fertigstellung ursprünglich für den März 2010. Seit der Fertigstellung der Umgehungsstraße verläuft der Fernverkehr nicht mehr über die Flämische Straße, eine Altstraße, deren Trasse auf dem Gebiet Lastrups heute noch existiert und die im Mittelalter die Hansestädte Brügge und Lübeck miteinander verband. Im Ortskern Lastrups trägt die Straße den Namen „Vlämische Straße“.
Der nächste Bahnhof befand sich im Ortsteil Hemmelte, dort gibt es jedoch keinen Haltepunkt mehr. Die nächstgelegenen Bahnhöfe sind nunmehr in Cloppenburg und Essen (Oldb). Von dort kann man in Richtung Norden nach Oldenburg und in Richtung Süden nach Osnabrück fahren.

### Ansässige Unternehmen
Die Gemeinde Lastrup ist stark geprägt durch die Landwirtschaft: Von den etwa 8500 Hektar Gemeindefläche werden über 77 % der Fläche landwirtschaftlich genutzt. Angebaut werden Mais, Stärkekartoffeln wie auch Getreide wie Gerste, Roggen und Weizen. In Lastrup existieren zahlreiche Großbetriebe, die Rinder und Schweine in großen Anlagen züchten und halten. Trotzdem sind nur 3 % der sozialversicherungspflichtig Beschäftigten den Wirtschaftszweigen der Land- und Forstwirtschaft oder Fischerei zuzuordnen [Stand Juni 2010]. Seit Jahrzehnten ist Lastrup für Pferdesport- und Zuchthöfe bekannt, die in der Gemeinde Lastrup ein starker wirtschaftlicher Faktor sind.
Doch es gibt auch industrielle Betriebe in der Gemeinde. Die Mehrheit der sozialversicherungspflichtig Beschäftigten mit 54 % ist im produzierenden Gewerbe tätig. Einer der größten Arbeitgeber der Gegend ist die Firma Böckmann Fahrzeugwerke, die sich auf den Bau von PKW-Anhängern spezialisiert hat. Im Bereich Pferdeanhänger ist sie nach eigener Darstellung Marktführer. Ein weiterer großer Arbeitgeber ist die Firma Werner Schulte GmbH & Co. KG, bundesweit bekannt unter dem Namen Schulte® Lastruper Wurstwaren. Die Firma Awila® Anlagenbau  bietet weitere Arbeitsplätze. Der Gewerbesteuerhebesatz der Gemeinde liegt bei 340 % und damit deutlich unter dem Bundesdurchschnitt von etwa 400 %.
Auch das im Gammelfleischskandal bekannt gewordene Unternehmen des am 12. September 2006 verhafteten und am 7. Juni 2007 zu einer Gefängnisstrafe von vier Jahren und drei Monaten verurteilten Geflügelhändlers ist in Lastrup ansässig.

### Bildung
In Lastrup und den dazugehörigen Ortschaften existieren fünf Kindergärten, darunter ein heilpädagogischer Kindergarten. Außerdem gibt es drei Kinderkrippen. Die Gemeinde Lastrup verfügt über zwei Grundschulen: Die Astrid-Lindgren-Schule in Lastrup ist eine dreizügige Verlässliche Grundschule mit katholischem Bekenntnis. Die Grundschule Hemmelte ist eine ebenfalls Verlässliche Halbtagsgrundschule. Zudem bietet das Schulzentrum Lastrup eine sonderpädagogische Förderstätte sowie eine Oberschule. Die nächstgelegenen Gymnasien sind das Copernicus-Gymnasium Löningen und das Clemens-August-Gymnasium oder die Liebfrauenschule in Cloppenburg.

## Persönlichkeiten
- Heinrich Fröhle (* 1879. in Bünne/Dinklage; † 20. Juni 1966 in Hammel/Lastrup), Landwirt in Hammel und Politiker (Zentrum), Abgeordneter im Landtag Oldenburg
- Heinrich Grafenhorst (* 2. März 1906 in Kneheim/Lastrup; † 12. Juli 1970 in Vechta), römisch-katholischer Priester und Offizial in Vechta
- Josef Stuke (* 1918 in Lastrup; † 25. März 2010 in Marburg), experimenteller Festkörperphysiker
- Bernard Fathmann (* 1948), Diplom-Pädagoge und niederdeutscher Autor
- Ludger Gerdes (* 1954 in Lastrup; † 17. Oktober 2008 bei Dülmen), ein Bildender Künstler und Kunstprofessor
- Gilbert Böckmann (* 1960), Springreiter
- Simone Böckmann (* 1963 in Düsseldorf, geborene Richter), ehemalige Vielseitigkeitsreiterin
- Frank Henry Horn (* 1966 in Bremen), Rechtsanwalt und Politiker (SPD)
- Andreas Schnieders (1966 in Lastrup; † 6. Oktober 2022), ehemaliger deutscher Amateur-Schwergewichtsboxer
- Joseph Schweer (* 1933 in Lastrup), ehemaliger Regierungspräsident des Regierungsbezirks Weser-Ems
- Maria Anna Zumholz (* 1950), Historikerin an der Universität Vechta
- Özlem Türeci (* 1967), Ärztin, Mitgründerin von BioNTech
- Lea Meyer (* 1997), Leichtathletin, Olympiateilnehmerin und Vizeeuropameisterin im 3000-Meter-Hindernislauf
- Bernd Gerdes (* 1993), Fußballer, aufgewachsen im Ortsteil Kneheim